# Snusmumriken: Mumindalens melodi
Snusmumriken: Mumindalens melodi (engelska: Snufkin - Melody of Moominvalley) är ett musikaliskt äventyrsspel från 2024 som bygger på figurerna från Tove Janssons böcker om Mumintrollen. Spelet handlar om Snusmumriken och hans äventyr borta från Mumindalen. Spelet utvecklades av norska spelstudion Hyper Games och utgavs av svenska Raw Fury.
Spelet släpptes till PC och Switch i mars 2024. I mars 2022 släpptes spelets första trailer. Ett demo av spelet släpptes på Steam den 9 oktober 2023 i samband med deras "Next Fest"-event.

## Handling
Snusmumriken kommer tillbaka till Mumindalen och upptäcker att en massa parker har byggts där han brukar vandra. Nu är det upp till Snusmumriken att återställa balansen i dalen.

## Produktion
Idén till spelet kom till när spelutvecklaren Are Sundnes var föräldraledig och läste Vem ska trösta knyttet? för sin son. Tanken var först att göra ett mobilspel med avstamp i Vem ska trösta knyttet?. Efter lite utveckling med teamet på Sundnes spelstudio Hyper Games valde man istället att göra Snusmumriken till huvudperson. Spelet har även inspirerats av spelen om The Legend of Zelda, A short hike och skräckspelet Through the woods.

## Musik
Spelet har musik skriven av den isländska musikgruppen Sigur Rós och Oda Tilset.